# Cure (álbum)
Cure es el sexto álbum de estudio de la banda estadounidense de metalcore Erra. Fue lanzado el 5 de abril de 2024 a través de UNFD. El álbum fue producido por Dan Braunstein. Es el primer lanzamiento de estudio de la banda con el guitarrista Clint Tustin.

## Antecedentes y lanzamiento
La banda ingresó al estudio con Dan Braunstein en 2023 luego de su gira principal por el Reino Unido y Europa. Antes de embarcarse en la gira Concrete Forever de Bad Omens, la banda lanzó "Pale Iris" como su primer sencillo.
El 1 de febrero de 2024, una semana después del lanzamiento del segundo álbum del proyecto en solitario de Jesse Cash, Ghost Atlas, Dust of the Human Shape, Erra anunció el álbum con el lanzamiento de su canción principal. La banda siguió esto con el lanzamiento de dos sencillos más, "Blue Reverie" y "Crawl Backwards Out of Heaven".
Jesse Cash describió el álbum como más "centrado en el ritmo" en comparación con su producción anterior. Unas semanas después del lanzamiento, la banda se embarcará en una gira por Norteamérica con el apoyo de Make Them Suffer, Void of Vision y Novelists, seguida de apariciones en festivales europeos y del Reino Unido como Download Festival y Graspop.

## Lista de canciones
| N.º | Título                          | Duración |  |
| 1.  | «Cure»                          | 3:45     |  |
| 2.  | «Rumor of Light»                | 4:02     |  |
| 3.  | «Idle Wild»                     | 4:12     |  |
| 4.  | «Blue Reverie»                  | 5:01     |  |
| 5.  | «Slow Sour Bleed»               | 4:07     |  |
| 6.  | «Wish»                          | 1:25     |  |
| 7.  | «Glimpse»                       | 4:23     |  |
| 8.  | «Past Life Persona»             | 4:40     |  |
| 9.  | «Crawl Backwards Out of Heaven» | 3:22     |  |
| 10. | «End to Excess»                 | 4:11     |  |
| 11. | «Pale Iris»                     | 4:23     |  |
| 12. | «Wave»                          | 4:58     |  |

## Personal
Erra
- J.T. Cavey - voz gutural
- Jesse Cash – guitarra, voz limpia
- Clint Tustin - guitarra
- Conor Hesse - bajo
- Alex Ballew - batería